# ダヴィッド・ルエール

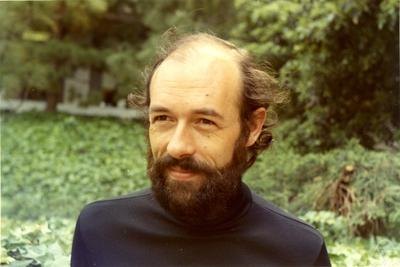
ダヴィッド・ルエール

ダヴィッド・ピエール・リュエール（David Pierre Ruelle、1935年8月20日 - ）は、ベルギー系フランス人の数理物理学者。ベルギーのヘント生まれ。
専門分野は統計力学および力学系。オランダのFloris Takensと共同でストレンジ・アトラクタ（strange attractor）という用語を提唱し、乱流に関する新理論を打ち立てた。

## 経歴
Université Libre de Bruxelles（ベルギー自由大学）で学び、1959年に博士号を取得。1960年から1962年の2年間はチューリッヒ工科大学へ留学。1962年から1964年の2年間はアメリカのプリンストン高等研究所へ。1964年にIHÉS（フランス高等科学研究所）の教授となった。2000年以降はIHÉSの名誉教授の地位にあり、またラトガース大学の客員教授でもある。

## 著書
- (1969) Statistical Mechanics: Rigorous Results, World Scientific
- (1978) Thermodynamic formalism : the mathematical structures of classical thermodynamic equilibrium|equilibrium statistical mechanics, Addison-Wesley. ISBN 0-201-13504-3.; (1984) Cambridge: University Press ISBN 0-521-30225-0. 2e (2004) Cambridge: University Press ISBN 0-521-54649-4
- (1991) Chance and Chaos, Princeton University Press

## 受賞歴
- 1985年 - ハイネマン賞数理物理学部門
- 1986年 - ボルツマン・メダル 「統計力学への傑出した寄与」に対して
- 2004年 - マテウチ・メダル
- 2006年 - ポアンカレ賞
- 2014年 - マックス・プランク・メダル
- 2022年 - ICTPのディラック・メダル